# Pseudochromis matahari
Pseudochromis matahari är en fiskart som beskrevs av Gill, Erdmann och Allen 2009. Pseudochromis matahari ingår i släktet Pseudochromis och familjen Pseudochromidae. Inga underarter finns listade i Catalogue of Life.